# Salia interrupta
Salia interrupta là một loài bướm đêm trong họ Noctuidae.